# Płyta pamięci poległych w II wojnie światowej Sportowców-Akademików
Płyta pamięci poległych w II wojnie światowej Sportowców-Akademików – pomnik ku czci poległych w II wojnie światowej sportowców Akademickiego Związku Sportowego znajdujący się w parku Skaryszewskim im. Ignacego Jana Paderewskiego w Warszawie.
Pomnik w kształcie głazu postawiono przy głównej alei okalającej park, w pobliżu kortów tenisowych AZS–u.

## Tekst na pomniku
PAMIĘCI SPORTOWCÓW, TRENERÓW I DZIAŁACZY AKADEMICKIEGO ZWIĄZKU SPORTOWEGO

POLEGŁYCH W WALKACH ZBROJNYCH, OFIAR OBOZÓW I WIĘZIEŃ -

ZMARŁYCH W LATACH 1939-1945 – AKADEMICKI ZWIĄZEK SPORTOWY.